# Chiv
Chiv (in russo Хив?; in lingua tabasarana: Хив; in lingua lesga: Гъуьгъвер) è un villaggio della Russia situato nel Daghestan. Appartiene al rajon Chivskij di cui è il centro amministrativo.
Il villaggio si trova a 207 km a sud della città di Machačkala.